# Un peu d'air frais
Pour les articles homonymes, voir Coming Up for Air.
Un peu d'air frais (titre original : Coming Up for Air) est un roman de l'écrivain britannique George Orwell publié en 1939.

## Contexte
Orwell écrivit ce roman lors d'un séjour de convalescence à Marrakech, de septembre 1938 à mars 1939.

## Thèmes principaux
L’un des thèmes principaux du livre est la nostalgie face à la fuite du temps. Le personnage principal, un quadragénaire londonien, entreprend un voyage dans sa ville natale à la recherche (vaine) de ses émotions d’enfance. Ce roman, écrit juste avant le début de la Seconde Guerre mondiale, est également marqué par la crainte de l’embrasement et du totalitarisme.

## Résumé
Ce roman retrace l'histoire de George Bowling, un père de famille travaillant dans l'assurance. Lassé par son train de vie répétitif et par la situation politique qui se dégrade, il décidera, pris de nostalgie, de retourner dans sa ville natale grâce à de l'argent gagné après un pari. Il sera néanmoins déçu par la modernisation galopante, la boutique de son père ayant été remplacée par une succursale de grande surface, et il retournera chez lui.

## Commentaires
Après avoir décrit le quotidien des classes populaires dans Le Quai de Wigan (1937) et Dans la dèche à Paris et à Londres (1933), Orwell s'intéresse ici aux classes moyennes. Les interrogations du personnage principal sur lui-même et le sens de la vie qu'il mène sont d'une étonnante modernité pour un livre écrit avant la Seconde Guerre mondiale. La guerre, puis le matérialisme de la période de reconstruction n'étaient sans doute pas favorable à la réflexion introspective, ce qui peut expliquer le peu de succès du livre, contrairement aux romans suivants d'Orwell qui, plus politiques, lui amenèrent la gloire. Si La Ferme des animaux et 1984 étaient des livres en relation directe avec leur époque, Un peu d'air frais est peut-être un peu trop en avance sur les inquiétudes de son temps pour trouver un public.